# 한국정보교육원
한국정보교육원(韓國情報敎育院, Korea IT Education Center)은 서울특별시 관악구에 소재한 대한민국의 직업전문학교이다.

## 연혁
- 1998년 12월 관악직업훈련원 설립
- 1999년 5월 경원직업전문학교로 개편
- 2020년 한국정보교육원으로 명칭 변경